# Tratado de Bayona (1995)
El Tratado de Bayona, de 10 de marzo de 1995, es un tratado entre Francia y España, relacionado con la cooperación transfronteriza entre las autoridades locales. Se aplica, en el lado francés, a las regiones de Aquitania, Languedoc-Rosellón y Midi-Pyrénées, y en el lado español a las cuatro regiones autónomas de Euskadi, Navarra, Aragón y Cataluña.

## Origina
El Tratado se origina en el Convenio europeo de Madrid de 21 de mayo de 1980, sobre cooperación transfronteriza entre comunidades o autoridades territoriales. 
El 4 de noviembre de 1983, se creó la Comunidad de Trabajo de los Pirineos. Reúne las regiones fronterizas francesas de los Pirineos, Aquitania, Languedoc-Rosellón y Mediodía-Pirineos, así como las comunidades autónomas españolas al sur de la frontera, Aragón, Cataluña, País Vasco y Navarra.
El Tratado se firmó en Bayona el 10 de marzo de 1995 y entró en vigor el 24 de febrero de 1997, Se publicó oficialmente en España el 10 de marzo de 1997. Se extendió al Principado de Andorra el 16 de febrero de 2010.

## Contenido
Antes del tratado, la opinión de las regiones era asesor.

## Secuelas
El Tratado de 1995 hizo posible la creación, en 1998, del consorcio Bidasoa-Txingudi, una estructura regulada por la ley española (consorcio) que comprende las comunas de Irún y Fuenterrabía en Guipúzcoa (España) y la comuna francesa de Hendaya (Pirineos Atlánticos).
En 2005, la comunidad de Trabajo de los Pirineos también adoptó este estatus de consorcio (o comunidad de comunidades transfronterizas).

## Nuevas regiones en Francia
Desde la firma del Tratado de Bayona el 10 de marzo de 1995, las tres regiones francesas afectadas han visto su perímetro modificado por un nuevo mapa regional, que entró en vigor en Francia el 1 de enero de 2016. Las regiones de Mediodía-Pirineos y Languedoc-Rosellón se han fusionado en una región de Occitania (región administrativa), que mantiene el mismo perímetro total. En contraste, la región de Aquitania se duplicó en tamaño al fusionarse con las regiones de Lemosín y Poitou-Charentes y se convirtió en la región de Nueva Aquitania.